# Dina Miftakhutdynova
Dina Miftakhutdynova est une rameuse ukrainienne née le 2 novembre 1973.

## Biographie
Elle dispute les épreuves d'aviron aux Jeux olympiques d'été de 1996 à Atlanta où elle remporte une médaille d'argent en quatre de couple.

## Palmarès

### Jeux olympiques
- Jeux olympiques d'été de 1996 à Atlanta
  -  Médaille d'argent en quatre de couple[1]